# Вареш
Вареш је градско насеље и сједиште истоимене општине у Федерацији БиХ, БиХ.
Вареш је брдски градић с надморском висином од 829 метара, у котлини рјечице Ставње, удаљен 45 километара сјеверозападно од Сарајева. Окружен је планинама Капија, Стијене, Звијезда и Перун.

## Историја
Велико рудно богатство се крије испод варешких брда, па постоје трагови да се овдје копала и топила гвоздена руда још у бронзаном добу и у античко вријеме. Варешко село Дубоштицу краљ Твртко је сматрао ризницом свог краљевства, јер је било рударско средиште. Остаци средњовјековне краљевске тврђаве Бобовац се налазе близу Вареша. Турска власт је много држала до варешког краја због развијеног рударства и занатства у њему. Овим активностима су се бавили искључиво Хрвати-католици. Са доласком Аустрије, Вареш доживљава привредни препород. Аустрија искоришћава руду на индустријски начин и гради две високе пећи.
У Варешу се налази најстарија католичка црква у Босни и Херцеговини. То је црква Св. Миховила Арканђела грађена на темељима из доба средњовјековне Босне. Католичке црквене књиге из 1643. су неке од најстаријих у Босни. Ту је и новија жупна црква Св. Миховила, која је добила данашњи изглед почетком 20. века.
У граду се налази стари камени мост у типичном стилу лучних мостова из доба Отоманског царства.
У Варешу се налази и српска православна црква посвећена Покрову Пресвете Богородице основана крајем 19. века.
Прије распада Југославије Вареш је био рударско мјесто, већином насељен хрватским становништвом. Током рата је опустошен и данас је заостао у развоју. Недалеко од Вареша је село Боровица са чистим хрватским становништвом које је за вријеме рата (1993) спаљено до последње куће. Већинско становништво општине су сада Бошњаци.

## Становништво
|                      | 2013.          | 1991.           | 1981.           | 1971.           |
| Укупно               | 2 917 (100,0%) | 5 888 (100,0%)  | 8 424 (100,0%)  | 8 240 (100,0%)  |
| Бошњаци              | 1 339 (45,90%) | 1 068 (18,14%)1 | 1 212 (14,39%)1 | 1 550 (18,81%)1 |
| Хрвати               | 1 254 (42,99%) | 3 035 (51,55%)  | 4 334 (51,45%)  | 4 507 (54,70%)  |
| Босанци              | 110 (3,771%)   | –               | –               | –               |
| Срби                 | 71 (2,434%)    | 627 (10,65%)    | 1 405 (16,68%)  | 1 722 (20,90%)  |
| Неизјашњени          | 60 (2,057%)    | –               | –               | –               |
| Босанци и Херцеговци | 30 (1,028%)    | –               | –               | –               |
| Муслимани            | 21 (0,720%)    | –               | –               | –               |
| Остали               | 21 (0,720%)    | 299 (5,078%)    | 45 (0,534%)     | 69 (0,837%)     |
| Албанци              | 4 (0,137%)     | –               | 28 (0,332%)     | 32 (0,388%)     |
| Црногорци            | 3 (0,103%)     | –               | 68 (0,807%)     | 78 (0,947%)     |
| Непознато            | 2 (0,069%)     | –               | –               | –               |
| Југословени          | 1 (0,034%)     | 859 (14,59%)    | 1 299 (15,42%)  | 251 (3,046%)    |
| Македонци            | 1 (0,034%)     | –               | 19 (0,226%)     | 8 (0,097%)      |
| Словенци             | –              | –               | 14 (0,166%)     | 23 (0,279%)     |

1. 1 На пописима од 1971. до 1991. Бошњаци су пописивани углавном као Муслимани.

## Знамените личности
- Боро Стјепановић, глумац
- Горан Ипе Ивандић, музичар, група Бијело дугме
- Жељко Иванковић, књижевник
- Григорије Дурић, владика захумско-херцеговачки
- Миле Анђелић, музичар, група Болеро